# Джемисон, Брайан
Брайан Джемисон (англ. Brian G. Jamieson; род. 7 марта 1969, Ливингстон, Нью-Джерси) — американский гребец, выступавший за сборную США по академической гребле в 1990-х годах. Серебряный призёр летних Олимпийских игр в Атланте, обладатель серебряной медали Панамериканских игр в Мар-дель-Плате, победитель и призёр многих регат национального значения.

## Биография
Брайан Джемисон родился 7 марта 1969 года в тауншипе Ливингстон, штат Нью-Джерси.
Дебютировал в гребле на взрослом международном уровне в сезоне 1993 года, когда вошёл в основной состав американской национальной сборной и выступил на мировом первенстве в Рачице — в зачёте парных четвёрок сумел квалифицироваться лишь в утешительный финал C и расположился в итоговом протоколе соревнований на 13 строке.
На домашнем чемпионате мира 1994 года в Индианаполисе в той же дисциплине отобрался в финал B и занял итоговое седьмое место.
В 1995 году побывал на Панамериканских играх в Мар-дель-Плате, откуда привёз награду серебряного достоинства, выигранную в парных четвёрках — в финале пропустил вперёд только экипаж из Аргентины. В парных двойках стартовал на мировом первенстве в Тампере, однако здесь попасть в число призёров не смог.
Благодаря череде удачных выступлений удостоился права защищать честь страны на домашних летних Олимпийских играх 1996 года в Атланте. В составе парного экипажа-четвёрки, куда также вошли гребцы Эрик Мюллер, Тим Янг и Джейсон Гейлс, показал в решающем заезде второй результат, уступив только команде Германии, и тем самым завоевал серебряную олимпийскую медаль.
После атлантской Олимпиады Джемисон ещё в течение некоторого времени оставался в составе гребной команды США и продолжал принимать участие в крупнейших международных регатах. Так, в 1997 году в парных четвёрках он выиграл серебряную медаль на этапе Кубка мира в Люцерне, тогда как на чемпионате мира в Эгбелете закрыл десятку сильнейших.